# Police (gmina Cerkno)
Police – wieś w Słowenii, w gminie Cerkno. W 2018 roku liczyła 22 mieszkańców.